# Добринін В'ячеслав Григорович
В'ячесла́в Григо́рович Добри́нін (до 1972 р. — В'ячеслав Галустович Антонов); 25 січня 1946, Москва — 1 жовтня 2024) — радянський і російський композитор, естрадний співак. Заслужений діяч мистецтв РРФСР (1991). Народний артист Російської Федерації (1996).

## Біографія
Народився 25 січня 1946 року у Москві від вірменина Галуста Петросяна. Його батько залишив матір перед народженням В'ячеслава, тому він отримав дошлюбне прізвище матері Антонов. Його мати мала російське походження. В'ячеслав змінив прізвище на Добринін у 1972 році.
Закінчив відділення теорії і історії мистецтв історичного факультету Московського державного університету імені Михайла Ломоносова (1968) та аспірантуру.
Автор відомих пісень («22+28», «Прощай», «Белая черемуха душистая», «Большая Медведица», «Вот возьму и уеду», «Вспоминай меня», «Живи, родник», «Колдовское озеро», «Колодец», «Жёлтые кораблики», «Льётся музыка», «Качается вагон», «Незабудка», «На теплоходе музыка играет», «Напиши мне письмо», «На Земле живёт любовь», «От рассвета до заката», «Почему мы не вместе?», «Холода, холода», «Разлучница-разлука», «Школьная любовь», «Есть на маленькой станции», «Не сыпь мне соль на рану», «Бологое», «Акулина», «Никто тебя не любит так, как я», «В нашем дворе», «Ягода-малина», «Ты мне не снишься», «Всё, что в жизни есть у меня», «Ох, эти танцы», «Синий туман», «Рыжий конь», «Я вас люблю», «Эй, мушкетёры!» тощо) на вірші М. Пляцковського, І. Шаферана, М. Рябініна, О. Жигарєва, Л. Дербеньова, С. Осіашвілі та інших поетів, музики до кінофільмів, зокрема до українського — «Приморський бульвар» (1988, 2 с, Одеська к/ст).
Помер 1 жовтня 2024 року.

## Фільмографія
Акторські кінороботи:
- «Чорний принц» (1973, музикант в ресторані)
- «Американський дідусь» (1993, Сем)
- «Двійник» (1995, керівник банку; Україна)
- «Кулагін і партнери» (2008, серія «Вкрали сумку», камео)

Композитор:
- «Диск» (1977, фільм-концерт)
- «Від серця до серця. Співає Лев Лещенко» (1981, документальний)
- «Приморський бульвар» (1988, 2 с, Одеська к/ст)
- «Американський дідусь» (1993)
- «Люба, діти і завод…» (2005—2006)
- «Щасливі разом» (2006—2012, автор заголовної музичної теми) та ін.